# Phengaris chloe
Phengaris chloe — вид денних метеликів родини синявцевих (Lycaenidae). Описаний у 2023 році.

## Поширення
Ендемік Китаю. Відомий лише у типовому місцезнаходженні — схили гори Хуанган у горах Уїшань в провінції Цзянсі.

## Опис
Переднє крило без відміток у дистальному просторі CuA1 і CuA2, маркування на нижній стороні крил слабкіше порівняно з іншими видами цього роду та чітким коротким виступом у дистальній частині клапана.